# Torre Barberousse

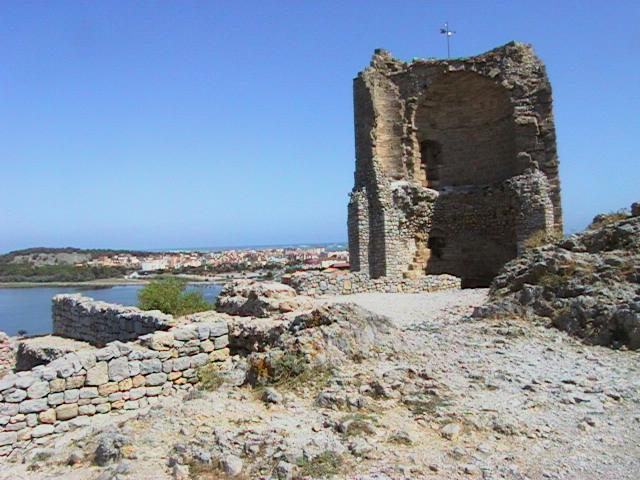

A Torre Barberousse (em português, Torre Barba-ruiva) fica na vila costeira de Gruissan, no departamento de Aude, na França.
A torre é tudo o que resta de um castelo construído no final do século X para observar as abordagens ao porto de Narbonne e prevenir as invasões marítimas da cidade. Construído numa colina íngreme e rochosa, o castelo foi ampliado no século XII pelo Arcebispo de Narbonne, Guillaume de Broa.
No século XVI, foi desmontado por ordem de Richelieu e foi abandonado desde então.
Hoje, a vila de Gruissan circunda o que resta o castelo. A vista do castelo sobre a vila e a linha costeira circundante é impressionante. A torre e as ruínas do castelo foram classificadas como monumento histórico pelo Ministério da Cultura da França.